# WTA German Open 1996
ПТА German Open 1996 — жіночий тенісний турнір, що проходив на відкритих кортах з ґрунтовим покриттям Rot-Weiss Tennis Club у Берліні (Німеччина). Належав до турнірів 1-ї категорії в рамках Туру WTA 1996. Відбувсь удвадцятьсьоме і тривав з 13 до 19 травня 1996 року. Перша сіяна Штеффі Граф здобула титул в одиночному розряді.

## Фінальна частина

### Одиночний розряд
Штеффі Граф —  Каріна Габшудова 4–6, 6–2, 7–5
- Для Граф це був 3-й титул за сезон і 109-й — за кар'єру.

### Парний розряд
Мередіт Макґрат /  Лариса Савченко —  Мартіна Хінгіс /  Гелена Сукова 6–1, 5–7, 7–6
- Для Макґрат це був 3-й титул за сезон і 27-й — за кар'єру. Для Нейланд це був 2-й титул за сезон і 58-й — за кар'єру.